# سادابا
بلدية سادابا (بالإسبانية: Sádaba) هي بلدية تقع في مقاطعة سرقسطة التابعة لمنطقة أراغون شمال شرق إسبانيا.

## الديموغرافيا
بلغ عدد سكان بلدية سادابا 1.643 نسمة عام 2011 (وفقاً للمعهد الوطني الإسباني للإحصاء).
| 1.722 | 1.691 | 1.730 | 1.820 | 1.692 | 1.666 | 1.643 |

## أعلام
- دافيد ماينز